# Eduard Wilhelm Breitfeld
Eduard Wilhelm Breitfeld (* 31. Juli 1803 in Johanngeorgenstadt; † 3. Dezember 1873 in Erla) war ein deutscher Unternehmer und sächsischer Landtagsabgeordneter.

## Leben

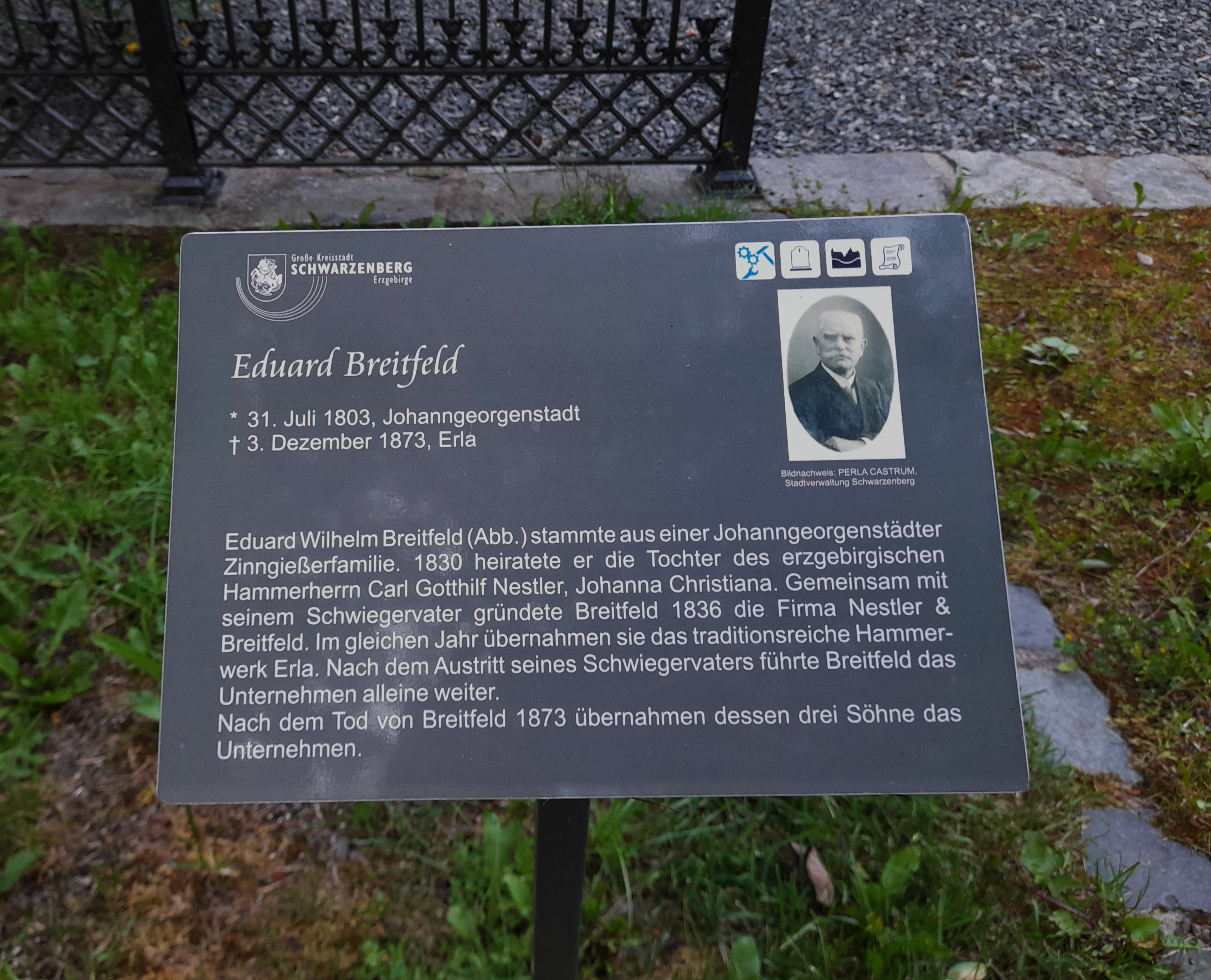
Eduard Breitfeld, Infotafel auf dem Alten Georgenfriedhof in Schwarzenberg

Eduard Breitfeld war ein Sohn des Zinngießermeisters, Handelsmanns und Viertelsmeisters Carl Wilhelm Breitfeld (1754–1811) und dessen Frau Christiane Friederica Breitfeld geb. Weickert. Er war durch seine Heirat mit Johanna Christiana Nestler seit 1830 Schwiegersohn des erzgebirgischen Hammerherrn Carl Gotthilf Nestler. Karl Friedrich Breitfeld war sein Bruder.
Eduard Breitfeld war seit 1830 Besitzer des Rothenhammers bei Unterwiesenthal und übernahm 1831 die Hälfte der Berggebäude Engelsburg und Augustinzeche bei Preßnitz. 1836 gründete er gemeinsam mit seinem Schwiegervater das Unternehmen Nestler & Breitfeld, zu dem u. a. die Hammerwerke Wittigsthal, Arnoldshammer, Rothenhammer in Rittersgrün, Siegelhof in Großpöhla (1834 erworben), ab 1836 das Eisenwerk Erla und ab 1854 die Nagelfabrik in Mittweida gehörten. Seit dem Austritt seines Schwiegervaters aus dem Unternehmen 1856 war Breitfeld dessen Alleininhaber und zudem als Gemeindevorstand und Friedensrichter in Erla tätig. Nach seinem Tod 1873 übernahmen seine drei Söhne Guido, Richard und Alexis Breitfeld das Unternehmen.
Von 1839 bis 1845 war er als Vertreter des 16. bäuerlichen Wahlbezirks Abgeordneter der Zweiten Kammer des Sächsischen Landtags in Dresden, lehnte dann aber eine Wiederwahl und die Berufung in die Erste Kammer ab, um sich voll um sein ausgedehntes Unternehmen kümmern zu können.

## Ehrungen
In Würdigung seiner „rastlosen, oft mit recht großen Schwierigkeiten verbundenen Tätigkeit und vielfachen Verdienste um das Wohl seiner Arbeiter, welche er sich in guten und bösen Zeiten um das Erbwerbsleben der näheren und ferneren Umgebung und deren Arbeiterbevölkerung überhaupt“ bekam er am 29. August 1867 von König Johann den Ehrentitel eines (königlich sächsischen) Kommerzienrats verliehen. Am 18. Juni 1872 wurde er zudem „in Anerkennung der Verdienste um die Obererzgebirgische Eisenindustrie sowie seines dem öffentlichen Interesse gewidmeten gemeinnützigen Wirkens“ mit dem Ritterkreuz des sächsischen Zivilverdienstordens ausgezeichnet.